# Hans Sloane
Hans Sloane [sloun] (16. dubna 1660, Killyleagh - 11. ledna 1753, Chelsea, Londýn) byl irský lékař, botanik a sběratel, který proslul především jako zakladatel Britského muzea

## Život
Narodil se v protestantském prostředí v Severním Irsku, kam rodina přišla ze Skotska. Už od dětství byl vášnivým sběratelem. V Londýně vystudoval botaniku, lékařství a farmacii, poté cestoval po Francii, sbíral rostliny a jiné přírodniny a na univerzitě Orange-Nassau získal doktorát (1683). Do Londýna se vrátil již se solidní přírodovědnou sbírkou, kterou využil ke své vlastní práci (kniha History of Plants), ale kterou využívali pro svá vědecká bádání i John Ray nebo Robert Boyle.
Roku 1685 byl zvolen členem Královské společnosti. V roce 1687 byl pozván na Jamajku, aby se stal lékařem guvernéra Jamajky, jímž byl tehdy Christopher Monck, druhý hrabě z Albemarle. Monck zemřel následující rok, takže Sloane strávil na Jamajce jen patnáct měsíců, přesto za tu dobu popsal 800 nových druhů rostlin, které katalogizoval roku 1696. Z Jamajky si též přivezl recept na míchání kakaa s mlékem. Často je mu připisováno zavedení tohoto nápoje v Evropě.
V roce 1693 se stal sekretářem Královské společnosti a po dalších dvacet let šéfredaktorem vědeckého časopisu Philosophical Transactions of the Royal Society. Byl osobním lékařem královny Anny a králů Jiřího I. a Jiřího II. Roku 1716 mu byl za jeho služby udělen šlechtický titul, jako prvnímu britskému lékaři vůbec. V roce 1719 se stal prezidentem Royal College of Physicians, roku 1727 prezidentem Královské společnosti, když vystřídal Isaaca Newtona. Založil Foundling Hospital, první britskou státní instituci pro opuštěné děti. Až do konce života pak sbíral přírodniny a kuriozity, skupoval i jiné osobní sbírky, například Williama Courtena. Po své smrti sbírku odkázal Británii, a ta se, spolu s osobní knihovnou Jiřího II., stala základem Britského muzea, které bylo otevřeno v Bloomsbury v Londýně.